# Јана Милић Илић
Јана Милић Илић (Крушевац, 31. децембар 1981) српска је глумица.

## Биографија
Јана Милић Илић је рођена у Крушевцу 31. децембра 1981. године. Глуму је дипломирала на Факултету драмских уметности у Београду, у класи професора Владимира Јевтовића. Поред улога у позоришту, глуми и на телевизији и на филму. Прву већу улогу имала је у серији Рањени орао, где је тумачила лик Олге Нешић, а такође се истакла као Леила у хрватској теленовели Ларин избор. Већу популарност је стекла улогом Марине Божић у српској теленовели Истине и лажи.
Удата је за Милоша Илића, продуцента серијала Ја имам таленат и Истине и лажи, са којим има сина Ђорђа.

## Филмографија
| Год.       | Назив                   | Улога                          | Напомена                |
| ---------- | ----------------------- | ------------------------------ | ----------------------- |
| 2000-те    |                         |                                |                         |
| 2004.      | Цимерке                 | —                              |                         |
| 2006—2007. | М(ј)ешовити брак        | Дивна                          | ТВ серија, 13 еп.       |
| 2007.      | Љубав, навика, паника   | љубавница                      | ТВ серија, 1 еп.        |
| 2007.      | Желим(м)ир              |                                | ТВ серија               |
| 2007.      | Доба невиности          | Марина                         | кратки филм             |
| 2007—2008. | Заустави време          | Миња                           | ТВ серија, 38 еп.       |
| 2008—2009. | Рањени орао             | Олга Нешић                     | ТВ серија, 4 еп.        |
| 2009.      | Заувек млад             | Марија                         | ТВ серија, 1 еп.        |
| 2009.      | Ђавоља варош            | Наталија                       |                         |
| 2009.      | Српски ожиљци           | Сузана                         |                         |
| 2009.      | Кад на врби роди грожђе | Буба                           | ТВ серија, 9 еп.        |
| 2010-те    |                         |                                |                         |
| 2011—2013. | Ларин избор             | Лејла Билић                    | ТВ серија, главна улога |
| 2012.      | Доктор Реј и ђаволи     | Оља                            |                         |
| 2012.      | Инспектор Нардоне       | —                              | ТВ серија, 1 еп.        |
| 2013.      | Надреална телевизија    | функционерка / чланица странке | ТВ серија, 2 еп.        |
| 2017.      |                         | Звездана / Александра          |                         |
| 2017—2019. | Истине и лажи           | Марина Божић                   | ТВ серија, главна улога |
| 2019.      | Четири руже             | медицинска сестра              |                         |
| 2020-те    |                         |                                |                         |
| 2020.      | Југословенка            | Милица Ристић                  | ТВ серија, ? еп.        |
| 2021—2022. | Коло среће              | Дрина Поповић                  | ТВ серија               |
| 2022-2023. | Од јутра до сутра       | Александра                     | ТВ серија               |